# Minister voor Volkshuisvesting en Ruimtelijke Ordening
De minister voor Volkshuisvesting en Ruimtelijke Ordening was een Nederlandse ministerspost zonder portefeuille die bij de formatie van het kabinet-Rutte IV werd gecreëerd. De functie viel toen onder het ministerie van Binnenlandse Zaken en Koninkrijksrelaties. Sinds het kabinet-Schoof is Volkshuisvesting en Ruimtelijke Ordening weer een zelfstandig ministerie.
De minister voor Volkshuisvesting en Ruimtelijke Ordening was van 10 januari 2022 tot 5 september 2023 Hugo de Jonge (CDA). Hij werd die dag minister van Binnenlandse Zaken en Koninkrijksrelaties en er kwam geen opvolger in het kabinet-Rutte IV. Toen het kabinet-Schoof op 2 juli 2024 aantrad, werd het ministerie zelfstandig en werd Mona Keijzer (BBB) "minister van Volkshuisvesting en Ruimtelijke Ordening".